# Tantilla albiceps
Tantilla albiceps är en ormart som beskrevs av Barbour 1925. Tantilla albiceps ingår i släktet Tantilla och familjen snokar. Inga underarter finns listade i Catalogue of Life. Artepitetet i det vetenskapliga namnet är sammansatt av de latinska orden albus (vit) och ceps (huvud).
Denna orm är olivbrun på ovansidan, elfenbensfärgad på sidorna och vita på undersidan. Med undantag av mörka ringar kring ögonen är även huvudet elfenbensfärgat.
Arten förekommer i Panama vid Gatúnsjön samt vid Panamakanalen. Honor lägger ägg. Ett exemplar hittades 60 meter över havet. Denna orm vistas i fuktiga skogar.
Ön där ormen lever är konstgjord. Antagligen var utbredningsområdet innan större. Det är inget känt om populationens storlek. IUCN listar arten med kunskapsbrist (DD).